# Fano Adriano
Fano Adriano község (comune) Olaszország Abruzzo régiójában, Teramo megyében.

## Fekvése
A Gran Sasso-Monti della Laga Nemzeti Park területén fekszik, a megye délnyugati részén. Határai: Crognaleto, Isola del Gran Sasso d’Italia, L’Aquila, Montorio al Vomano, Pietracamela és Tossicia.

## Története
Elődje a rómaiak idejében alapított Fanum Adriani, amelynek romjai napjainkban is láthatók. A Nyugatrómai Birodalom bukása után a longobárd Spoletói Hercegség, majd a normann Nápolyi Királyság része lett. Önálló községgé a 19. század elején vált, amikor a Nápolyi Királyságban felszámolták a feudalizmust.

## Népessége
A népesség számának alakulása:

## Főbb látnivalói
- Sant’Egidio Abate-templom
- San Pietro-templom